# Aulacorhynchus huallagae
Aulacorhynchus huallagae е вид птица от семейство Туканови (Ramphastidae). Видът е застрашен от изчезване.

## Разпространение
Видът е разпространен в Перу.